# Bäckafalls naturreservat
Bäckafall är ett naturreservat i Nässjö socken i Nässjö kommun i Småland (Jönköpings län).
Reservatet är skyddat sedan 2006 och omfattar 67 hektar. Det är beläget 4 km sydväst om Nässjö tätort och består av gammal granskog, våtmark, öppna betesmarker och åkermark. Söder om naturreservatet ligger byn Bäckafall och Bäckafallasjön.

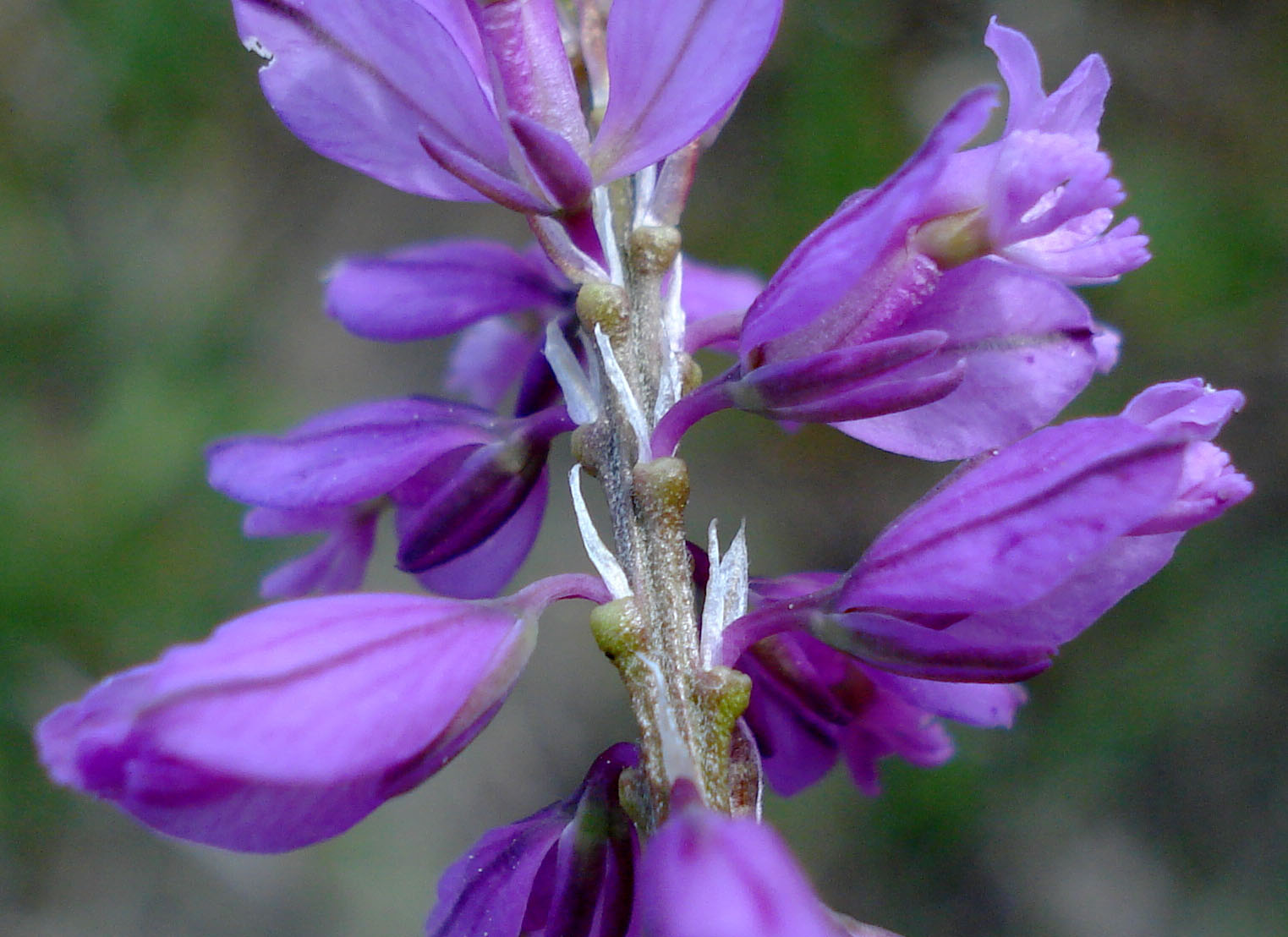
Jungfrulin

Området har under lång tid använts för bete och skogsbruk. Skogen har med tiden tagit över mycket av den gamla åker- och betesmarken. Där finns en stor artrikedom med flera ovanliga lavar, svampar och mossor. Exempel är aspgelélav, gytterlav, vedticka, långfliksmossa och västlig hakmossa. På den betade hagmarken växer bland annat slåttergubbe, ängsvädd, brudborste och jungfrulin.